# Erckartswiller
Erckartswiller (deutsch Erkartsweiler) ist eine französische Gemeinde mit 293 Einwohnern (Stand 1. Januar 2021) im Département Bas-Rhin in der Europäischen Gebietskörperschaft Elsass und in der Region Grand Est. Die Gemeinde gehört zum Arrondissement Saverne und zum Kanton Ingwiller.

## Geografie
Die Gemeinde liegt im Gebiet der in Frankreich so genannten Nordvogesen und ist Teil des Biosphärenreservats Pfälzerwald-Vosges du Nord.
Ihre Nachbargemeinden sind Wingen-sur-Moder im Norden, Sparsbach im Osten, La Petite-Pierre im Südosten und Zittersheim im Nordwesten.

## Geschichte
Das Dorf Erkartsweiler gehörte zunächst zu staufischem Besitz, im 13. Jahrhundert schließlich als Allod zur Herrschaft Lichtenberg und deren Amt Buchsweiler. Als dieses Amt aufgrund verschiedener Erwerbungen zu umfangreich wurde, wurde daraus 1330 das Amt Ingweiler ausgegliedert. Auch das Dorf Erkartsweiler kam dabei zum Amt Ingweiler.
Nach dem Tod des letzten Lichtenbergers, Graf Jakob, wurde die Herrschaft unter seinen beiden Erben geteilt und das Amt Ingweiler fiel an Zweibrücken-Bitsch. Das Dorf war 1551 Teil der Mitgift bei der Heirat von Amelie von Zweibrücken-Bitsch mit Philipp I. von Leiningen-Westerburg. Seitdem gehörte es nicht mehr zum Amt Ingweiler, sondern zur Grafschaft Leiningen.
Mit der Reunionspolitik Frankreichs unter König Ludwig XIV. kam Erkartsweiler um 1680 unter französische Oberhoheit, mit der Französischen Revolution kam es endgültig zu Frankreich. Von 1871 bis zum Ende des Ersten Weltkrieges gehörte die Gemeinde als Teil des Reichslandes Elsaß-Lothringen zum Deutschen Reich und war dem Kreis Zabern im Bezirk Unterelsaß zugeordnet.

## Bevölkerungsentwicklung
| 1910 | 1962 | 1968 | 1975 | 1982 | 1990 | 1999 | 2006 | 2014 |
| ---- | ---- | ---- | ---- | ---- | ---- | ---- | ---- | ---- |
| 318  | 200  | 207  | 209  | 214  | 207  | 212  | 242  | 306  |